# Odrzygoszcz
Odrzygoszcz – niewielkie, płytkie jezioro na Pojezierzu Łagowskim, w powiecie słubickim, w gminie Ośno Lubuskie.

## Położenie i opis
Jezioro położone jest w północno-wschodniej części powiatu słubickiego, na Pojezierzu Łagowskim. Nieco na południe znajduje się znacznie większe jezioro Grzybno. Otoczenie akwenu stanowią lasy należące do nadleśnictwa Ośno Lubuskie.
Jest to jeden ze zbiorników Zespołu Przyrodniczo-Krajobrazowego „Uroczysko Ośniańskich Jezior”.

## Hydronimia
Jezioro pojawia się w źródłach w 1938 jako Schinder See, a następnie Schinder See — Odrzygoszcz (1949). Państwowy rejestr nazw geograficznych jako nazwę urzędową akwenu podaje Odrzygoszcz, nie wymieniając nazw obocznych.

## Morfometria
A. Choiński, poprzez planimetrowanie na mapach 1:50 000, określił wielkość jeziora na 2,9 ha. Według numerycznego modelu terenu udostępnionego przez Geoportal lustro wody znajduje się na wysokości 51,1 m n.p.m.
Według Mapy Podziału Hydrograficznego Polski leży na terenie zlewni siódmego poziomu Dopływ z jez. Grzybno. Identyfikator MPHP to 1896624.